# Hiram da Costa Araújo
Hiram da Costa Araújo, também conhecido como Hiram Araújo (Rio de Janeiro, 28 de setembro de 1929  — Rio de Janeiro, 23 de junho de 2017), foi um médico e pesquisador de carnaval. Em 1966, Amaury Jório o convidou a participar do Departamento Cultural da Imperatriz Leopoldinense, juntamente com Fernando Gabeira, Oswaldo Macedo e Ilmar de Carvalho, cargo que ocupou até 1969.  Em parceria com Amaury Jório, lançou o livro "Escolas de Samba em Desfile, Vida, Paixão e Sorte" em 1969, sendo este o primeiro livro publicado sobre a história das escolas de samba. Entre 1970 e 1972, foi diretor cultural da Associação das Escolas de Samba do Rio de Janeiro. De 1972 a 1978, exerceu o cargo de diretor cultural da Portela. Em 1975 publicou, também em co-autoria com Amaury Jorio, o livro "Natal, o homem de um braço só". 
Em 1984, criou o primeiro "Curso de Jurados", da Riotur, sob sua coordenação até 1986. De 1987 a 1998, criou e gerenciou o Museu do Carnaval. No período de 1987 a 1990, também coordenou o trabalho dos jurados da Liesa (Liga Independente das Escolas de Samba), sendo seu Assessor Cultural entre 1997 e 2000. Entre 1995 e 2000, esteve investido no cargo de vice-presidente da FEEC - Brasil, instituição internacional das cidades que fazem o carnaval, com sede na cidade de Amesterdam, na Holanda e da qual participou de inúmeras viagens internacionais, ao lado de Ricardo Cravo Albin, tais como São Francisco (CA), Norkóping (Suécia) e Malta. Em 2000 lança o livro Carnaval: seis milênios de história.
No ano de 2003 foi tema e enredo do G.R.B.C Tupiniquim da Penha Circular. O samba-enredo "Hiram Araújo - História do carnaval através dos séculos", composto por Zé Paulo, Thiago, Bernardo e Nilton, foi puxado na Avenida Intendente Magalhães (em Madureira) no desfile do Grupo 2 dos blocos carnavalescos cariocas.

## Cronologia
- 1966  - Funda o primeiro Departamento Cultural de Escolas de Samba, na Imperatriz Leopoldinense e assume sua direção.
- 1967  - Representa a Imperatriz no 1o Simpósio do Samba na cidade de Santos.
- 1968  - Apresenta a tese  “Escolas de Samba versus Comercialização”, no 2o Simpósio do Samba, na cidade de Santos, SP. Começa a escrever colunas especializadas em carnaval nos jornais “Gazeta de Notícia” e “JS”.
- 1969  - Escreve,  com o parceiro Amaury Jório, “Escolas de Samba em desfile, vida paixão e sorte”, a primeira publicação nacional no gênero.
- 1970  - A convite de Amaury Jório, Presidente da Associação das Escolas de Samba, assume o recém criado Departamento Cultural da Entidade Representativa das Escolas de Samba. Apresenta no III Simpósio do Samba, na cidade do Rio de Janeiro a tese “As Escolas de Samba”.
- 1971  - Assume o Departamento Cultural do Portela e a direção de carnaval da Escola escrevendo os enredos “Pasárgada, o amigo do Rei”; “O Mundo Melhor de Pixinguinha”; “Macunaíma, o herói de nossa gente”; “O Homem do Pacoval”; “A Festa da Aclamação” e “Mulher à Brasileira”. e cria o Conselho Consultivo das Escolas de Samba e assume a cadeira Ester Maria de Jesus. Elabora juntamente com Edson Carneiro (relator) o trabalho “ORGANIZAÇÃO DOS DESFILES”, do qual constam os primeiros critérios de julgamento.
- 1975  - Escreve a tese “O Boom das Escolas de Samba” apresentando-a no IV Simpósio do Samba, na cidade de Campos. Escreve com Amaury Jório o Livro “Natal, o Homem de um braço só”.
- 1977  - Apresenta no V Simpósio do Samba, na cidade de São Paulo, a tese “A Modernização nas Escolas de Samba”.
- 1978  - É convidado para ser comentarista de carnaval da Rádio Globo.
- 1979   - Recebe o título de “Cidadão Carioca”, na Câmara dos Vereadores. Começa a escrever no jornal “Tranzas” a coluna Papo de Samba.
- 1984  - Assume o posto recém criado na RIOTUR, de Coordenador de Jurados e organiza o 1o Seminário de Escolas de Samba na Empresa de Turismo do Município. Nesse mesmo ano cria o 1o Curso de Jurados de Escolas de Samba.
- 1987  - A Convite do então Presidente da LIESA, Aniz Abraão David, assume a Coordenação de Jurados, lançando o método, que com algumas mudanças e usado até hoje. Cria o curso de Jurados na LIESA. Assume a Gerência do Museu do Carnaval, promovendo as primeiras atividades daquele espaço.
- 1988  - Escreve no livro “Notações Musicais”, o Capítulo sobre sambas de Enredo.
- 1990  - Escreve o livro “Memória da Carnaval”, publicado pela RIOTUR.
- 1994  - Organiza na UERJ, uma série de cursos sobre Carnaval. Funda na LIESA, o Conselho Consultivo de Estudiosos do Carnaval. Assume o Departamento de pesquisa do Museu do Carnaval. Associa-se à Fundação do Carnaval das Cidades da Europa e recebe o título de Deputy-Brasil FECC. Participa da 14a FECC Reunion em Norrköping (Suécia), apresentando palestras sobre o carnaval carioca.
- 1995  - É nomeado General Director-Vice-President da FECC Brazil. Participa da 15a FECC Reunion Malta. Participa como conferencista do Carnaval de S. Francisco.
- 1996  - Torna-se produtor de Carnaval da TV Globo.
- 1997  - Assume o cargo de Assessor Cultural da Liga Independente das Escolas de Samba do Rio de Janeiro.
- 1998  - Recebe o Título de Cidadão do Estado do Rio de Janeiro da Câmara dos Deputados e vira comentarista de Desfile das Escolas de Samba do Grupo Especial na TV GLOBO NEWS.
- 1999 - Comentarista do desfile das Escolas de Samba do Grupo Especial na rádio TUPI, se tornar membro da comissão das festas dos 500 Anos do Descobrimento do Brasil, da LIESA e publica pela Editora Griphus, o livro de sua autoria:Carnaval,seis milênios de história.
- 2001 - Assume o cargo de Diretor Cultural da LIESA.
- 2002 – Inicia o projeto – Centro de Memória do Carnaval LIESA.
- 2002 - Lança o livro Carnaval: seis milênios de história. ISBN 8575100378
- 2004 - Recebe a Medalha do Mérito Pedro Ernesto.[2]
- 2012 - É enredo da escola Arame de Ricardo: Com prazer... Hiram Araújo![3]
- 2017 - Morre aos 23 de junho, na Cidade do Rio de Janeiro.